# Formulación y evaluación de proyectos
La Formulación y Evaluación de Proyectos es el procedimiento general para recopilar, crear y sistematizar la información que permita identificar ideas de negocios y medir cuantitativamente los costos y beneficios de un eventual emprendimiento 
.
La Formulación y Evaluación de Proyectos es una materia interdisciplinaria, ya que durante la elaboración de un estudio de este tipo intervienen disciplinas como estadística, investigación de mercados, investigación de operaciones, ingeniería de proyectos, contabilidad en varios aspectos (ya sean costos, balance general, estado de resultados, etcétera), distribución de la planta, finanzas, ingeniería económica y otras.

## Conceptos de proyecto
- Un proyecto es la búsqueda de una solución inteligente al planteamiento de un problema, la cual tiende a resolver una necesidad humana.
- Un proyecto es un esfuerzo único, complejo y no rutinario, limitado por el tiempo, el presupuesto, los recursos y las especificaciones de rendimiento diseñadas para satisfacer las necesidades del cliente.[3]
- Un proyecto de inversión es un plan que, si se le asigna determinado monto de capital y se proporcionan insumos de varios tipos, producirá un bien o un servicio útil a la sociedad.[4]

## Formalización de la disciplina
La disciplina de la Formulación y Evaluación de Proyectos se formalizó a partir del Manual de Proyectos de Desarrollo Económico, publicado por las Naciones Unidas en 1958.

## El problema que se busca resolver
En cualquier tipo de empresa, la gestión financiera de los directivos se caracteriza por la búsqueda permanente de mecanismos que posibiliten la creación y el mantenimiento de valor, mediante la asignación y el uso eficiente de los recursos.
La evaluación de proyectos, en este contexto, se debe entender como un modelo que facilita la comprensión del comportamiento simplificado de la realidad, por lo que los resultados obtenidos, aunque son útiles en el proceso decisional, no son exactos.